# Włodzimierz Nałęcz-Gembicki
Włodzimierz Nałęcz-Gembicki (ur. 21 października?/2 listopada 1891 w Żmerynce na Podolu, zm. 5 października 1957 w Łodzi) – generał brygady Wojska Polskiego.

## Życiorys
Syn podpułkownika armii carskiej Michała (od 1911 generała majora). Początkowo uczył się w domu, w 1909 ukończył z wyróżnieniem 7 klas Korpusu Kadetów w Kijowie i rozpoczął służbę wojskową w Armii Rosyjskiej. W 1911 ukończył dwuletni kurs w Pawłowskiej Oficerskiej Szkole Wojskowej w Petersburgu z wyróżnieniem i stopniem podporucznika artylerii. W 1914 wraz z pułkiem przydzielony do 3. Brygady Artylerii Gwardii, brał udział w walkach w Prusach Wschodnich, pod Tannenbergiem 30 sierpnia 1914 został ranny i dostał się do niewoli niemieckiej, w której przebywał do końca 1918.
7 marca 1919 wstąpił do służby w Wojsku Polskim, w grudniu 1919 ukończył z I lokatą specjalistyczne kursy artylerii dla dowódców baterii w Rembertowie. W 1920 brał udział w wojnie z Rosją jako dowódca baterii 17 pułku artylerii polowej.
Od stycznia 1921 wykładowca, instruktor i dyrektor nauk Szkoły Strzelania Artylerii w Toruniu w stopniu kapitana. Był pierwszym wykładowcą tej szkoły, który współpracował wówczas z francuskimi oficerami. W grudniu 1924 został przydzielony z Obozu Szkolnego Artylerii do Szefostwa Artylerii i Uzbrojenia Dowództwa Okręgu Korpusu Nr VII w Poznaniu na stanowisko referenta. 1924–1925 delegowany do Francji skończył tam wyższe studia artyleryjskie. W kwietniu 1928 został przeniesiony z 7 Okręgowego Szefostwa Artylerii i Uzbrojenia do 30 pułku artylerii polowej we Włodawie na stanowisku dowódcy I dywizjonu. W marcu 1930 został przesunięty na stanowisko kwatermistrza. W styczniu 1931 został przeniesiony do 10 pułku artylerii ciężkiej w Przemyślu na stanowisko zastępcy dowódcy pułku. 14 grudnia 1931 został awansowany na podpułkownika ze starszeństwem z dniem 1 stycznia 1932 roku i 3. lokatą w korpusie oficerów artylerii. W listopadzie 1934 został przeniesiony do Centrum Wyszkolenia Artylerii w Toruniu na stanowisko dyrektora nauk Szkoła Strzelań Artylerii. Od 1938 był rejonowym inspektorem koni w Mołodecznie.
We wrześniu 1939 roku zajmował się mobilizacją rezerw, na rozkaz dowódcy Okręgu Korpusu III w Grodnie gen. bryg. Józefa Olszyny-Wilczyńskiego wraz z oddziałami wycofał się na Litwę, gdzie został internowany. 22 marca 1940 zwolniony z internowania przez Międzynarodową Komisję Lekarską, zamieszkał w Traupiach na Litwie, gdzie był robotnikiem przy melioracji rzeki Niewiarza. W sierpniu 1940 przeniósł się do powiatowego miasta Uciana, gdzie grał w orkiestrze dętej. W marcu 1943 uzyskał pozwolenie na powrót do Polski i przeniósł się do Sokołowa Podlaskiego, gdzie mieszkała siostra jego żony. Z ramienia Warszawskiej Izby Rolniczej pracował jako znawca koni w Sokołowie. W lipcu 1944 jego dobytek został zniszczony podczas bombardowań sowieckich, a on sam został wypędzony przez Niemców, zatrzymał się w Broku nad Bugiem. W okolicznych lasach doczekał nadejścia Armii Czerwonej i ludowego WP.
We wrześniu 1944 zgłosił się do służby w Wojsku Polskim, przyjęty w stopniu pułkownika. Wyznaczono go na zastępcę dowódcy artylerii 2. Armii Wojska Polskiego. Uchwałą KRN z 30 grudnia 1944 otrzymał stopień generała brygady ze starszeństwem z dniem 1 stycznia 1945. 8 kwietnia 1945 zdał stanowisko zastępcy dowódcy artylerii 2. Armii WP, potem krótko był komendantem Oficerskiej Szkoły Artylerii w Chełmie. W czerwcu 1945 objął stanowisko dowódcy Warszawskiego Okręgu Wojskowego. W okresie 15 września – 15 listopada 1945 był szefem Polskiej Misji Wojskowej w Moskwie. Następnie zdemobilizowany i przeniesiony w stan nieczynny.
Od maja 1947 był intendentem szpitala Ubezpieczalni Społecznej w Łodzi. W czerwcu 1948 napisał do Ministerstwa Obrony Narodowej prośbę o powołanie go do czynnej służby wojskowej, a w sierpniu 1949 dwukrotnie prośbę o przeniesienie w stan spoczynku. Rozkazem personalnym MON z 19 sierpnia 1949 uznano, że z dniem 31 sierpnia 1949 został przeniesiony w stan spoczynku. Do 1956 pisał do MON wnioski o przyznanie mu emerytury za czas pozostawania w stanie nieczynnym, jednak za każdym razem odmawiano mu.
Był dyplomowanym tłumaczem przysięgłym z języków angielskiego, francuskiego, niemieckiego i rosyjskiego przy Sądzie Wojewódzkim w Łodzi i dyplomowanym nauczycielem języka rosyjskiego (poza tym znał język litewski).
Zmarł w Łodzi, pochowany na cmentarzu Garnizonowym w Toruniu (sektor R5-2-6).

## Ordery i odznaczenia
- Order Krzyża Grunwaldu III klasy (11 maja 1945)[10][11]
- Krzyż Kawalerski Orderu Odrodzenia Polski
- Krzyż Walecznych (1921)[12]
- Złoty Krzyż Zasługi (1938)
- Medal Zwycięstwa („Médaille Interalliée”)[3]